# Dannielle Khan
Dannielle Khan (Solihull, 1 de septiembre de 1995) es una deportista británica que compite en ciclismo en la modalidad de pista. Ganó una medalla de bronce en el Campeonato Europeo de Ciclismo en Pista de 2016, en la prueba de persecución por equipos.

## Medallero internacional
| Campeonato Europeo | Campeonato Europeo       | Campeonato Europeo | Campeonato Europeo      |
| Año                | Lugar                    | Medalla            | Competición             |
| ------------------ | ------------------------ | ------------------ | ----------------------- |
| 2016               | Saint-Quentin ( Francia) | Medalla de bronce  | Persecución por equipos |